# Christian Alveal
Christian Arnaldo Alveal Gutiérrez (Concepción, 25 de julio de 1968) es un ex  uniformado chileno,ex  Oficial de Gendarmería de Chile, quien asumió como Director Nacional de esa institución el 20 de diciembre de 2018.

## Biografía
Nació en la ciudad de Concepción, capital de la provincia homónima, Chile. 
Ingresó a la Escuela de Gendarmería en el año 1989, obteniendo la segunda antigüedad de su promoción. A fines del año 2018, en el marco de la ceremonia de egreso de Gendarmes Alumnos, fue designado por el Presidente de Chile Sebastián Piñera como Director nacional de Gendarmería de Chile, oportunidad en la que el ministro de Justicia y Derechos Humanos, Hernán Larraín señaló “se trata de un oficial de larga trayectoria en la institución, que se ha desempeñado en los últimos meses como subdirector en forma extraordinariamente eficaz, y le ha tocado enfrentar momentos muy  difíciles, que los ha sabido llevar en plena satisfacción, obteniendo resultados deseables y por tanto acreditando experiencia y capacidad de conducción”.
Es el séptimo Director Nacional uniformado en la historia de la Institución y el segundo en ostentar este cargo después de haberse desempeñado como Subdirector operativo de Gendarmería de Chile.

## Formación académica
Christian Alveal es Licenciado en Ciencias de la Administración e Ingeniero Comercial de la Universidad Tecnológica Metropolitana, con Postítulo en Gestión y Modernización en la Universidad Católica de la Santísima Concepción y Magíster en Dirección de Recursos Humanos y Habilidades Directivas de la Universidad de Madrid. Además es  Diplomado en Alta Gestión en Seguridad, obteniendo la primera antigüedad de su promoción y Diplomado en Seguridad Multidimensional, ambos impartidos por la Academia Nacional de Estudios Políticos y Estratégicos, sumándose a ello una especialización en Terrorismo y Crimen Organizado dictada por el FBI en Miami Estados Unidos.

## Trayectoria
Destaca en su Hoja de Servicio la calificación anual durante toda su trayectoria en Lista N° 1 de Mérito con la máxima puntuación y el no haber sido objeto en sus 30 años de carrera de alguna medida disciplinaria. Durante su carrera penitenciaria se ha desempeñado en diversas Unidades Penales y Especiales del país, como asimismo, capacitado en múltiples áreas a nivel  institucional. Previo a su designación, fue Alcaide del Centro Penitenciario Femenino, Jefe del Departamento de Logística, Jefe de Gabinete, Director de la Escuela Institucional y Director Regional del Biobío, hasta ser designado en julio de 2018 como Subdirector Operativo de la institución.

## Sus Obras
Su formación académica le permitió proyectar una visión estratégica de la institución, pues con el grado de mayor, ya planteaba la necesidad de reestructurar el servicio, impulsando la creación de la Subdirección Operativa, como el nivel estratégico responsable de implementar las políticas institucionales destinadas al fortalecimiento de la seguridad de los establecimientos penitenciarios del país, junto con modificar la carrera del Oficial Penitenciario, permitiendo que esta llegara hasta el grado de Coronel y abogar por la recuperación de las denominaciones que históricamente tenían los diferentes grados jerárquicos al interior de la institución, situación que se constata en sus diferentes intervenciones en el proceso de discusión de la Ley N° 20.426/2010 que moderniza Gendarmería de Chile.

creía necesario distinguir entre las áreas estratégicas de la institución y las de apoyo y soporte, precisando que Gendarmería existe para hacer cumplir las penas y procurar la reinserción de los internos, no para la administración de recursos. Por ello, la creación de la Subdirección Operativa se orienta al control de una delincuencia organizada…… de ahí, entonces, la conveniencia de su creación.
Mayor Alveal

Como Alcaide del Centro Penitenciario Femenino impulsó una serie de mejoras estructurales, en las que se destaca la creación de una nueva enfermería al interior del recinto, medidas que obedecían a su discurso permanente de mejorar las condiciones de habitabilidad y dignidad de la población penal.  En esta lógica, fue un artífice de la creación del actual Centro de Estudios y Trabajo “Talita Kum”  (mujer levántate), que busca ser una instancia que facilite el ejercicio de los derechos no restringidos por la condena y fomentar la reinserción social de las mujeres que hoy se encuentran sujetas al cuidado de Gendarmería.
Esta experiencia institucional le permitió en sus futuras destinaciones propiciar una política penitenciaria con enfoque de género, modificando los planes de estudio en la Escuela Institucional y disponiendo la constitución de comisiones especiales para el diseño de prendas de uniformes especiales para el personal femenino cuando se desempeñaba como Jefe del Departamento de logística.
Como Director de la Escuela de Gendarmería de Chile, fue el responsable del reconocimiento del Alma Mater como una Institución de nivel superior, con un modelo educativo que desde el año 2021 impartirá una formación para aspirantes a oficiales de 4 años lectivos, quienes egresarán con un título profesional, mientras que los gendarmes alumnos contarán con una formación de 2 años y egresarán con un título técnico profesional, permitiendo de esta forma que Gendarmería de Chile se convierta en una de las primeras instituciones penitenciarias a nivel mundial en contar con una formación por competencias, con una preparación académica específica  para el ejercicio de la función penitenciaria. En este sentido, durante su gestión en el plantel formador se inauguraron salas de simulación, polígonos virtuales y nuevos espacios para el desarrollo deportivo, que consideró la mejora de canchas de baby fútbol y de tenis. En materia de admisión, se automatizaron procesos y se creó una página web para la institución formativa. En lo que respecta a la identidad institucional y en consecuencia con su discurso de respeto a la historia y tradiciones institucionales, dispuso la creación de la Oficina de Doctrina Institucional, encomendándole la publicación “Gendarmería de Chile- 105 años trabajando por una sociedad más segura”, con el objeto de mostrar a la comunidad que el origen institucional se remonta al año 1911 y no a 1921 como se concibe en diferentes literaturas.
Como Director Regional del Biobío mostró resultados positivos de la política intersectorial impulsada desde la unidad regional de Derechos Humanos, que permitió en su administración la capacitación de 800 funcionarios en materias relevantes sobre protección de garantías fundamentales. En materia de recursos humanos, redujo en un 65% el uso de licencias médicas del personal de centinela, producto de la eliminación estratégica de garitas y el cambio histórico en el sistema de turnos.

## Avances como Director Nacional
Aprobación del proyecto de ley de modernización de la carrera funcionaria
Entre sus logros como Director Nacional de Gendarmería destaca su liderazgo durante el proceso de negociación con las distintas asociaciones gremiales de la institución y el Ministerio de Justicia y DDHH, que culminó con la elaboración de un Proyecto de Ley y su posterior aprobación que vino a saldar una deuda histórica con los funcionarios de Gendarmería en materia de ascensos, además de crear una bonificación por egreso, constituir una Unidad de Defensa Funcionaria y reemplazar la antigua denominación de la Subdirección Técnica por Subdirección de Reinserción Social de Gendarmería de Chile.
Proyecto +R: Mayor Reinserción, Mayor Seguridad
El 25 de marzo de 2019 el presidente de la República Sebastián Piñera y el ministro de Justicia y DDHH. Hernán Larraín Fernández dieron el vamos al proyecto impulsado por Christian Alveal denominado +R, el cual hace referencia a dos conceptos fundamentales que buscan ser los sellos de esta nueva política pública: Mayor Reinserción, Mayor Seguridad.
El objetivo del Proyecto +R es implementar una política a través de la colaboración público – privada que permita capacitar e insertar laboralmente a quienes han estado privados de libertad, disminuyendo de esta manera la reincidencia delictual, puesto que, según  un estudio de Fundación Paz Ciudadana de 2012, el 51% de la población que cumple su condena privado de libertad vuelve a cometer un delito dentro de los tres años siguientes al egreso de la unidad penal, mientras que el reciente estudio de reincidencia de Gendarmería señala que, quienes participan en los programas de los Centros de Educación y Trabajo, disminuyen la tasa de reincidencia al 22,2%, el consecuencia, el fortalecimiento de la política en reinserción social tiene un impacto directo al disminuir la tasa de delitos, y por consiguiente, los índices de victimización en la ciudadanía.
El Proyecto se inició con una fase piloto en todo el país, que abarca dos líneas de acción: La primera consiste en la instalación de unidades productivas al interior de centros penitenciarios en donde los internos realizarán trabajos remunerados y capacitaciones, emulando una jornada de trabajo. La segunda línea consistió en implementar en ocho regiones un proyecto piloto de capacitación y trabajo remunerado, que a diferencia del anterior, comenzó a desarrollarse en empresas que estaban ubicadas fuera de las cárceles, para los cual los internos se trasladarán al exterior. Para ello el compromiso asumido por los empresarios es asegurar cupos y permanencia laboral a lo menos de un año de egresado del proceso de capacitación. En el primer semestre de implementado el proyecto buscaba beneficiar a al menos 405 hombres condenados a penas privativas de libertad y para el segundo capacitar a 1000 personas más, 100 de estas mujeres y 50 jóvenes infractores de ley.
Reestructuración Institucional
Bajo su gestión se modificó la estructura organizacional de la Institución para dar origen al Departamento de Investigación Criminal y al Departamento de Inteligencia Penitenciaria con el objeto de perseguir la acción criminal de las bandas que eventualmente pudieran operar en los Establecimientos Panales y contrarrestar cualquier hecho que ponga en riesgo la seguridad de los mismos.
.
Plan Anticorrupción
En el marco el Plan Anticorrupción impulsado por el Ministerio de Justicia y DDHH se desarrollaron diferentes acciones e investigaciones que culminaron con la desvinculación de más 231  funcionarios a través de la aplicación del D.F.L N°2 por faltas asociadas a la probidad.
Administración efectiva de los Establecimientos Penales
En lo que respecta a la Población Penal, se intervinieron diferentes Establecimientos Penales con el objeto de desbaratar bandas criminales que operaban al interior de los Establecimientos Penales y terminar con las prácticas contrarias al régimen interno. Bajo el principio rector de que “en un estado de derecho el sistema de reglas lo pone el Estado y no la población penal”, en el  primer año de gestión se logró intervenir el Módulo Beta del Centro de Cumplimiento Penitenciario Colina II, donde 112 condenados por tráfico de drogas y otros delitos violentos gozaban de privilegios indebidos. A través de la operación llamada “Bisagra” se logró disolver el Módulo y destinar el espacio a un nuevo Centro de Educación y Trabajo, junto con crear Venusterios para los internos que demuestren buena conducta y avances efectivos en el proceso de reinserción social. El mérito de la operación fue ampliamente reconocido tanto por el gobierno como por otros actores de la sociedad, puesto que pese a tratarse de internos de alto compromiso delictual, el procedimiento culminó de manera exitosa sin internos ni funcionarios lesionados.
Tecnificación y Modernización de los Establecimientos Penitenciarios
Partidario de poner la tecnología a disposición de la administración penitenciaria, Christian Alveal impulsó un plan de Tecnificación y Modernización de los Establecimientos Penitenciarios, el cual fue implementado de manera piloto en el Centro de Cumplimiento Penitenciario Colina II, permitiendo de esta forma potenciar la seguridad no sólo del recinto, sino que también de sus visitantes y de las personas que residen en los alrededores de donde se emplazan.
En una etapa inicial, el plan consideró la instalación de cámaras térmicas, la actualización del sistema de radares de detección de movimiento y la incorporación de sensores de microondas, de malla e infrarrojos, sumándose a ello la adquisición de neutralizadores de drones y vehículos livianos para el traslado del personal de reacción.
Escoger esta unidad para la puesta en marcha del plan buscaba realizar una profunda transformación, pasando de ser uno de los recintos más peligrosos de Sudamérica a convertirse en un centro modelo en materia de tecnología y seguridad.
Esta iniciativa permitirá la detección de amenazas internas y externas, evitando intentos de evasión o fugas, además de una reacción más inmediata ante el ingreso de elementos prohibidos, logrando así una unidad menos violenta y optimizar el capital humano.
Sistematización de la información y automatización de procesos.
Con el objeto de generar un manejo eficiente de la información y facilitar los procesos  internos, Alveal dispuso la implementación de dos Software destinados a estandarizar tareas específicas que le asisten a la institución.
El primero de ellos, denominado Sistema de Información de Registros y Allanamientos permite sistematizar estos procedimientos y observar la periodicidad con que se ejecutan, generando con ello la optimización del recurso humano y adoptar estrategias efectivas y eficiente destinadas a reducir el ingreso de elementos prohibidos al interior de las cárceles, mientras que el segundo, denominado Sistema de Faltas y Sanciones estandariza y objetiviza la aplicación de medidas disciplinarias ante las faltas al régimen interno en los establecimientos penitenciarios por parte de la población penal.
Nuevos criterios para la clasificación y segmentación de la población penal
Con el fin de segmentar adecuadamente las personas sujetas al cuidado de Gendarmería de Chile, de acuerdo al riesgo de reincidencia y así evitar el contagio criminógeno, se sustituyó el antiguo Sistema Clasificación y Segmentación de la Población Penal por una herramienta que fija nuevos criterios e indicadores que responden de manera más eficiente a los cambios experimentados por la población recluida y la cultura carcelaria. De esta manera, el nuevo instrumento permitirá tener una visión objetiva de los factores de riesgos del recluido, que se ajustará al régimen interno y facilitará participación de ellos en los planes y programas de reinserción impulsados por la institución.
Importancia de la función penitenciaria y el trato directo con personas privadas de libertad.
Consecuente con su discurso de generar habilidades blandas en los funcionarios que se desempeñan de manera directa con la población penal, durante su gestión se comenzó a dictar el “Curso de Especialización  de Trato Directo con  Personas Privadas de Libertad”,  como una instancia destinada al  fortalecimiento de competencias que permitan a los asistentes prepararse para desempeñar de mejor manera sus funciones en el ámbito laboral de la institución.
De esta manera, el curso busca que el gendarme de escasos años de servicio y que recientemente se integra a trabajar en Guardia Interna, pueda utilizar en forma pertinente y efectiva conocimiento actualizado sobre el  contexto, misión, objetivos y procesos institucionales, como también sobre sus principales desafíos, riesgos y acciones de autocuidado en el desempeño de su función en la Guardia Interna de los establecimientos penitenciarios a cargo del Servicio. Por otra parte, esta instancia le permitirá manejar las principales orientaciones extraídas de la experiencia penitenciaria, sobre buenas prácticas de trato directo con la población penal y valorar su aporte en los procesos de Reinserción Social. De esta manera, se espera que al término de la especialización el gendarme domine aspectos normativos y operativos de seguridad en el ámbito de la vigilancia, procedimientos de control de internos y planes de emergencia en unidades penitenciarias, como asimismo, demostrar comprensión teórica y dominio técnico de la normativa relativa a los DD.HH de las personas privadas de libertad, acorde con su función de agente del Estado, en función del cumplimiento de la misión institucional.
En esta fase inicial, el curso tiene una duración de 164 horas académicas, sin embargo, la intención de la máxima autoridad es que llegue a superar las 600 horas, tal como ocurre con otras especialidades que se dictan al interior de la institución, toda vez que, para él “la especialidad más importante es aquella referida al trato con la personas privadas de libertad, puesto que esa es la esencia y la razón de ser de la institución”.
Alianzas Estratégicas
Con el objeto de maximizar los niveles de eficiencia organizacional, desde el inicio de su gestión se han celebrado una serie de convenios de colaboración con distintas instancias y casas de estudio que han permitido una cooperación mutua e intercambio de conocimientos. Entre ellos se encuentran el convenio con la Pontificia Universidad Católica de Chile a través de programa Puentes UC;  con la Universidad de Chile y su facultad de ciencias físicas y matemáticas; Universidad de Santiago, con quienes se están desarrollando proyectos de innovación, integración social y calidad de vida de las personas; Universidad Adolfo Ibáñez con quienes se está trabajando un estudio de análisis de impactos territoriales y flujos de reclusos del Sistema Penitenciario, entre otros.
El orgullo de ser Gendarme
A los pocos meses de asumido anunció el concurso denominado “El Orgullo de ser Gendarme”, con el objeto de destacar, valorar y distinguir el capital humano cuyo actuar refleje el compromiso con la misión institucional.
Para el efecto se dio inicio a un período de postulaciones en donde cada candidato debía ser presentado por un patrocinador y reunir además, al menos, 5 firmas de otros patrocinadores que acompañen la postulación.
Luego de sortear la etapa de evaluación de admisibilidad de los postulantes, a través de un sistema de puntajes se seleccionaron 3 candidatos representantes de cada región, quienes comenzaron el proceso de difusión de las candidaturas que fueron promocionadas a través del sitio web http://www.elorgullodesergendarme.cl y mediante las redes sociales institucionales.
El portal permitía acceder al sistema de votación, en donde cada funcionario votaba, tanto por el candidato regional así como también por todos los candidatos a nivel nacional, emitiendo dos votos diferentes.
Finalmente los ganadores recibieron un premio en dinero y fueron condecorados por la máxima autoridad de la institución con una presea diseñada para tales efectos en la ceremonia oficial del Día Nacional de Gendarmería de Chile.
El concurso obtuvo una amplia aprobación y valoración por parte del personal y actores de la comunidad, la que fue dada a conocer por diferentes medios de prensa.
Relaciones Internacionales
Durante su gestión logró que Gendarmería de Chile participe activamente en el “Proyecto de Infraestructura Penitenciaria” que coordina el Comité de la Cruz Roja Internacional (CICR), convirtiéndose en un referente para el resto de los países de la región.

## Historial penitenciario
Su historial de ascensos en Gendarmería de Chile es el siguiente:[cita requerida]
- 1989: Aspirante a Oficial
- 1990: Subteniente
- 0000: Teniente
- 2003: Capitán
- 0000: Mayor
- 2010: Teniente Coronel
- 2013: Coronel
- 2018: Subdirector operativo de Gendarmería de Chile
- 2019: Director nacional de Gendarmería de Chile

## Condecoraciones
- Estrella
- Estrella Penitenciaria
- Oficial
- Gran Cruz Penitenciaria
- Gran Oficial
- Collar de la Gran Cruz

| Predecesor: Claudia Bendeck | Director Nacional 2018 | Sucesor: -- |